# Azalea alabamensis
Azalea alabamensis là một loài thực vật có hoa trong họ Thạch nam. Loài này được (Rehder) Ashe mô tả khoa học đầu tiên năm 1922.

## Hình ảnh

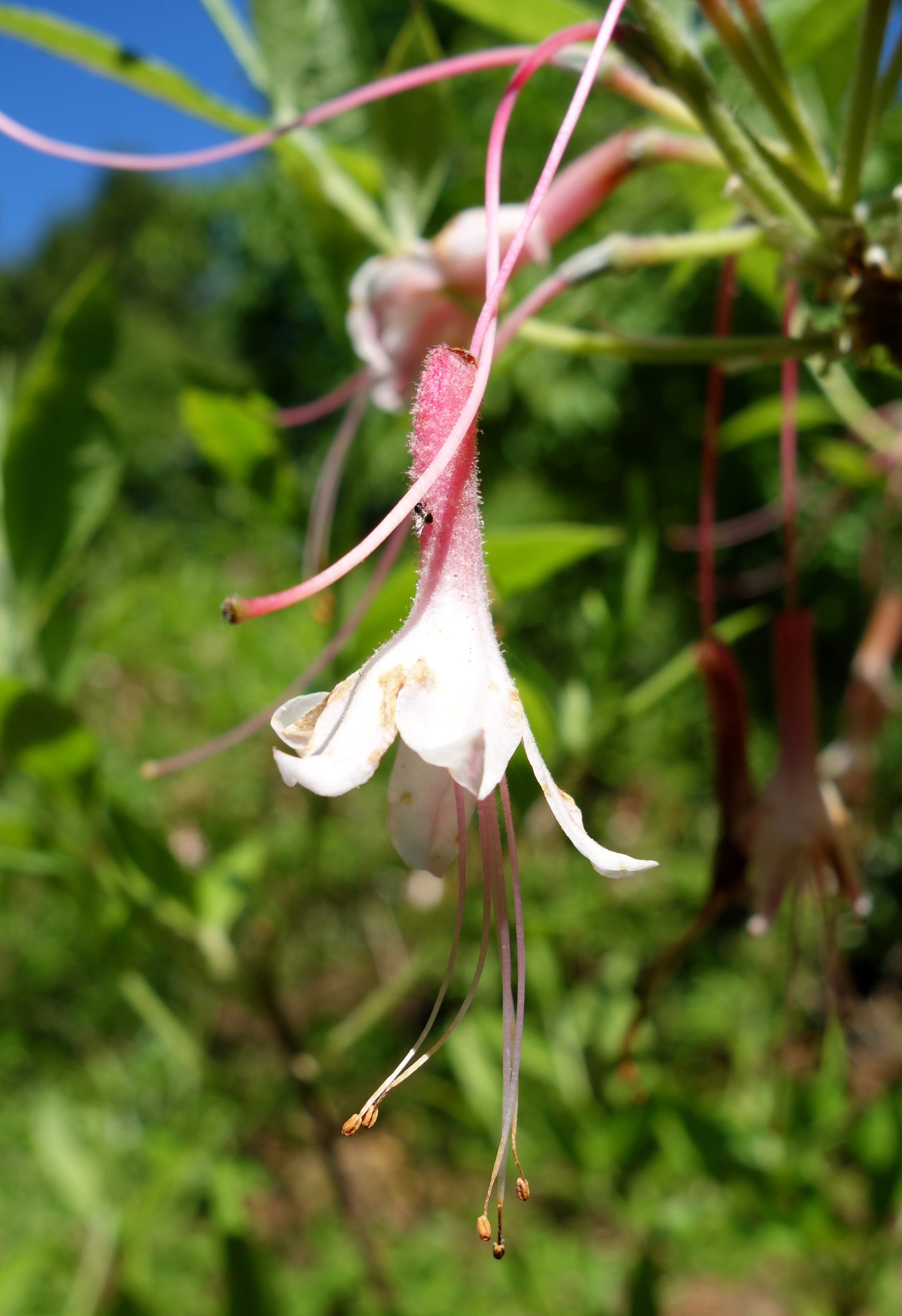